# Edgar Charles Smith
Edgar Charles Smith (* 5. Mai 1872 in Newport Pagnell, England; † 13. März 1955) war ein englischer Offizier und Schiffsingenieur der Royal Navy. Er verfasste mehrere Bücher zur Geschichte der Dampfschifffahrt.

## Leben
Edgar Charles Smith wurde 1872 in Newport Pagnell geboren, seine Eltern waren George Charles Hooper Smith und Mary Amstrong. Er heiratete am 28. Januar 1902 Florence Sarah Funge, sie hatten fünf gemeinsame Kinder:
- Eric Hooper Smith (* 4. Juni 1904)
- Vivian Funge Smith (* 21. August 1905)
- Donald Funge Smith (* 6. März 1907)
- Alan Funge Smith (* 24. Februar 1909)
- Florence Mary Smith (* 3. August 1911)

Er wurde Ingenieur bei der Royal Navy und diente 1900 während des Boxeraufstandes auf der HMS Barfleur als Assistant Engineer unter Commander David Beatty. 1908 war er Engineer Lieutenant auf dem Zerstörer HMS Orwell unter Kapitän Lieutenant Commander Edward O. Tudor. Am 20. April 1913 wurde er zum Engineer Commander befördert und diente bei verschiedenen Werften, unter anderen in Hongkong und Devonport.

## Werke
- A Short History of Naval and Marine Engineering, 1937
- The Centenary of Transatlantic Steam Navigation, 1937
- The first twenty years of screw propulsion, 1838-1858, 1938
- The First Twenty Years of Screw Propulsion, 1838-1858, Teil 2, 1938